# Allians 90/De gröna
Allians 90/De gröna (ty: Bündnis 90/Die Grünen) är ett grönt parti i Tyskland, som bildades 1993 genom sammanslagning av partierna Die Grünen och Bündnis 90. 
Partiet ingick mellan 1998 och 2005 i den tyska förbundsregeringen, i koalition med Socialdemokraterna (SPD). Joschka Fischer, som var utrikesminister under denna period, var länge partiets mest kände företrädare.

## Historia
Tysklands miljöparti skapades i Västtyskland i slutet av 1970-talet genom att flera olika miljörörelser gick ihop. Vid valet till Europaparlamentsvalet 1979 ställde man upp som Sonstige politische Vereinigung Die Grünen med Petra Kelly och Herbert Gruhl som toppkandidater. Partiet erhöll 3,2 procent av rösterna. 
Den 13 januari 1980 skapades så Die Grünen i Karlsruhe. Partiets politiska bas uttrycktes i slagord som social, ekologisk, grunddemokratisk, och pacifistisk. Man betecknade sig själv som ett ”antipartiparti”. Partiets framgångar ledde till stora samhällsdiskussioner i Västtyskland. Partiets tidiga framgångar föll också samman med Natos beslut om att stationera långdistansmissiler i Västtyskland. 
Man ställde upp i förbundsdagsvalet 1980 och fick 1,5 procent av rösterna. 1983 blev de gröna med 5,6 procent av rösterna och 27 ledamöter för första gången representerade i förbundsdagen. Under de kommande åren kom partiet att drabbas av konflikter mellan falangerna ”fundamentalisterna” (Fundi) och ”realpolitikerna” (Realo) rörande synen på det politiska systemet i Västtyskland. 1985 uppstod den första röd-gröna koalitionsregeringen (gröna och socialdemokrater) i förbundslandet Hessen med Joschka Fischer som delstatens miljöminister.

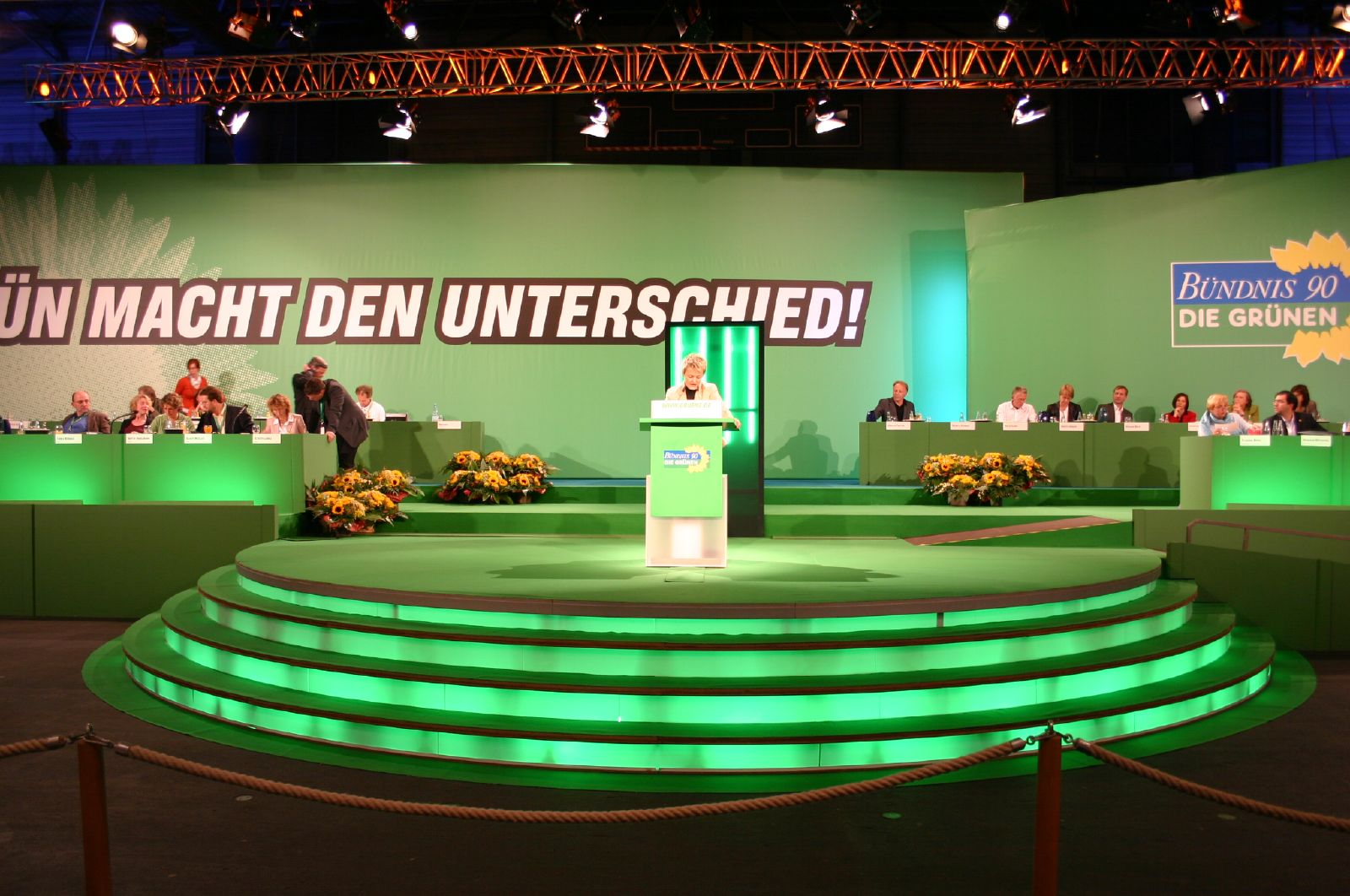
Partkongressen 2005.

Vid förbundsdagsvalet 1987 fick de gröna 8,3 procent av rösterna och 44 platser i förbundsdagen. Berlinmurens fall och den tyska återföreningen 1989–1990 skapade också nya förutsättningar för de gröna. För majoriteten av de gröna hade den tyska frågan, Tysklands delning, inte varit en politisk fråga. Vid förbundsdagsvalet 1990 använde man följande slogan: ”Alla pratar om Tyskland, vi pratar om klimatet.” („Alle reden von Deutschland. Wir reden vom Klima.“). År 1989 skapades Östtysklands miljöparti, Grüne Partei in der DDR, och ett år senare gick partierna samman. 
1993 gick De gröna ihop med Allians 90 (tyska: Bündnis 90) och bildade Allians 90/De gröna.
1998 bildades den första röd-gröna koalitionsregeringen på federal nivå i Tyskland mellan Allians 90/De gröna och SPD. Joschka Fischer blev utrikesminister. 2005 förlorade Allians 90/De gröna sin del av regeringsmakten då ett svagt valresultat för socialdemokraterna ledde till att SPD bildade regering med CDU/CSU i stället (stor koalition).
2011 tog för första gången en företrädare för partiet över posten som ministerpresident (regeringschef) i ett tyskt förbundsland: Winfried Kretschmann i Baden-Württemberg.
Efter att Allians 90/De gröna vuxit i opinionen under lång tid bestämde man sig att för första gången utse en officiell kandidat till posten som förbundskansler i förbundsdagsvalet 2021. Partiledaren Annalena Baerbock nominerades, men i valet slutade partiet enbart på tredje plats bakom SPD och CDU/CSU med 14,6 procent av rösterna.  Valet resulterade i förhandlingar om en så kallad  trafikljuskoalition med socialdemokraterna (rött), liberalerna (gult) och De gröna (grönt). Socialdemokraten Olaf Scholz ledde förhandlingarna.

## Kända partimedlemmar
- Daniel Cohn-Bendit
- Joschka Fischer
- Rebecca Harms
- Petra Kelly
- Otto Schily
- Winfried Kretschmann
- Hans-Christian Ströbele
- Reinhard Bütikofer
- Rudolf Bahro
- Ska Keller
- Jakob von Uexkull
- Gert Bastian
- Annalena Baerbock
- Robert Habeck